# 1810 en Grèce ottomane
Chronologie de la Grèce ottomane
- 1806
- 1807
- 1808
- 1809
- 1810
- 1811
- 1812
- 1813
- 1814

Cette page concerne les évènements survenus en 1810 en Grèce ottomane  :

## Événement
- Arrivée à Athènes de Lord Byron[1].
- 16 février : Séisme en Crète.

## Création
- Bensousan Han (en) à Thessalonique

## Naissance
- Konstantínos Dósios (el), personnalité politique.
- Konstantínos Kolokotrónis (el), bienfaiteur.
- Konstantínos Pállis (el), militaire.
- Panagiótis Papanaoúm (el), ingénieur militaire, diplomate et écrivain.
- Panagiótis Triandafyllídis (el), bienfaiteur national.

## Décès
- Cenaze Hasan Pasha (en), grand vizir ottoman.